# 亀岡町
亀岡町（かめおかちょう）は、京都府南桑田郡にあった町。現在の亀岡市中心部の冠称のない地域（保津町を除く）にあたる。

## 地理
- 山岳：西山
- 河川：桂川、犬飼川

## 歴史
- 1889年（明治22年）4月1日 - 町村制の施行により、亀岡横町・亀岡西竪町・亀岡猪ノ坂町・亀岡東竪町・亀岡呉服町・亀岡京町・亀岡柳町・亀岡塩屋町・亀岡矢田町・亀岡新町・亀岡旅籠町・亀岡突抜町・亀岡西町・亀岡本町・亀岡内丸町・亀岡紺屋町・亀岡北町・亀岡安町・亀岡河原町・中矢田村・三宅村・下矢田村・古世村・上矢田村・安町村・荒塚村・追分村・余部村・宇津根村の区域をもって亀岡町が発足。
- 1955年（昭和30年）1月1日 - 東別院村・西別院村・曽我部村・吉川村・薭田野村・本梅村・畑野村・宮前村・大井村・千代川村・馬路村・旭村・千歳村・河原林村・保津村と合併して亀岡市が発足。同日亀岡町廃止。

## 町長
- 田中数之助（1889年-1896年）

## 交通

### 鉄道路線
- 日本国有鉄道
  - 山陰本線
    - 亀岡駅

### 道路
- 国道9号

現在は旧村域に京都縦貫自動車道の亀岡インターチェンジが所在するが、当時は未開通。